# 재키 갤러웨이
재퀄린 로스 산체스 갤러웨이(스페인어: Jaqueline Rose Sanchez Galloway, 1995년 12월 27일 ~ )는 2016년 올림픽에서 동메달을 획득한 멕시코계 미국의 태권도 선수이다. 미국과 멕시코 복수국적자이다.